# Liam Van Bylen
Liam Van Bylen, né le 27 février 2005, est un coureur cycliste belge. Il est membre de l'équipe continentale Lotto Development.

## Biographie
Liam Van Bylen commence le cyclisme durant son enfance en suivant l'exemple de son beau-père, lui-même coureur cycliste. Il est formé au sein d'un club implanté à Balen. Dans les catégories de jeunes, il se fait remarquer à la fois remarquer sur route et sur piste en accumulant les succès. Il devient champion de Belgique, champion régional ou champion provincial à plusieurs reprises.
Lors de la saison 2022, il est sacré champion de Belgique de la vitesse chez les juniors. Il s'impose par ailleurs au niveau international sur une étape de la Vuelta a la Ribera del Duero. L'année suivante, il remporte la dernière étape du Tour de Gironde, à l'issue d'un sprint massif. Il finit également septième du Tour des Flandres juniors. Grâce à ses performances, il est sélectionné en équipe nationale de Belgique. 
Pour ses débuts espoirs, il intègre la réserve de l'équipe Lotto Dstny en 2024. Il ne délaisse pas pour autant ses études en s'inscrivant à l'université, pour suivre des cours de physiothérapie. Sous ses nouvelles couleurs, il confirme ses aptitudes au sprint en obtenant six victoires dans des interclubs belges. Il réalise aussi de bonnes performances sur le circuit de l'UCI en terminant second de deux étapes du Tour de Bretagne, ou encore dixième de Paris-Tours espoirs. 
En mars 2025, il monte sur le podium du Youngster Coast Challenge. Quelques mois plus tard, il s'impose sur le Circuit Het Nieuwsblad espoirs, en réglant au sprint un peloton groupé. Il devient ensuite champion de Belgique sur route espoirs durant l'été, au terme d'une épreuve disputée vers Rollegem. 

## Palmarès sur route

### Par année
- 2022
  - 2e étape du Ster van Zuid-Limburg
  - 2e étape de la Vuelta Ribera del Duero
  - 2e du Ster van Zuid-Limburg
- 2023
  - 2e étape du Tour de Gironde
- 2024
  - Zuidkempense Pijl
  - Bruxelles-Zepperen
  - 1re et 2e étapes du Tour du Brabant flamand
  - Grote Prijs Stad Torhout
  - Mémorial Danny Jonckheere
  - 3e du Circuit Het Nieuwsblad espoirs
  - 3e du Tour du Brabant flamand
- 2025
  -  Champion de Belgique sur route espoirs
  - Circuit Het Nieuwsblad espoirs
  - 2e de la Zuidkempense Pijl
  - 3e du Youngster Coast Challenge
  - 3e du Kersenronde Mierlo

## Palmarès sur piste
- 2022
  -  Champion de Belgique de vitesse juniors
  - 3e du championnat de Belgique du scratch juniors